# 쩌우타인현 (떠이닌성)
쩌우타인현(베트남어: Huyện Châu Thành / 縣周城)은 베트남 남동부 지방 떠이닌성의 현이다.

## 행정 구역
쩌우타인현은 1시진 14사를 관할하고 있다.

### 시진
- 쩌우타인 시진 (Thị trấn Châu Thành, 周城市鎭)

### 사
- 안빈사 (Xã An Bình, 安平社)
- 안꺼사 (Xã An Cơ, 安基社)
- 비엔저이 사 (Xã Biên Giới, 邊界社)
- 동커이 사 (Xã Đồng Khởi, 同起社)
- 하오드억 사 (Xã Hảo Đước, 好特社)
- 호아호이 사 (Xã Hòa Hội, 和會社)
- 호아타인 사 (Xã Hòa Thạnh, 和盛社)
- 롱빈 사 (Xã Long Vĩnh, 隆永社)
- 닌디엔 사 (Xã Ninh Điền, 寧田社)
- 프억빈 사 (Xã Phước Vinh, 福榮社)
- 타이빈 사 (Xã Thái Bình, 太平社)
- 타인디엔 사 (Xã Thanh Điền, 淸田社)
- 타인롱 사 (Xã Thành Long, 成隆社)
- 찌빈 사 (Xã Trí Bình, 治平社)